# Ельза Крюгер
Ельза Джеймс, уроджена Крюгер (нім. Else James (Krüger); 9 лютого 1915, Гамбург, Німецька імперія — 24 січня 2005, Німеччина) — секретар і ймовірна коханка Мартіна Бормана в 1942-45 роках.

## Біографія
З кінця 1942 року Ельза Крюгер була особистим секретарем Мартіна Бормана і, ймовірно, перебувала з ним в сексуальних відносинах. Разом з іншими нацистами вона перебувала в фюрербункері. 30 квітня 1945 року Адольф Гітлер і його дружина Єва Браун наклали на себе руки. 1 травня близько пів на дев'яту вечора Крюгер покинула фюрербункер в складі групи, яку очолював Вільгельм Монке. До групи також входили особистий пілот Гітлера Ганс Баур, начальник охорони фюрера Йоганн Раттенгубер, секретарі Герда Крістіан і Траудль Юнге і дієтолог Констанція Манціарлі. 2 травня Крюгер була затримана Червоною армією.
У 1947 році Крюгер вийшла заміж за британця Леслі Джеймса. Подружжя жило разом у Великій Британії аж до смерті Джеймса в 1995 році. У них залишилася дитина, який відмовилася взаємодіяти з пресою. Ельза не писала мемуарів і не розповідала про своє життя. Вона пішла з життя 24 січня 2005 року, не доживши менше місяця до свого 90-річчя. Її смерть не набула широкого розголосу, і в пресі ходили чутки, що вона прожила набагато довше, аж до 100 років.